# Georg Caspar Leopard
Georg Caspar Leopard (* 3. Dezember 1749 in Melbach; † 24. November 1834) war Rentmeister des Hochadligen Fräuleinstiftes Kloster Altenberg bei Wetzlar, nach der Säkularisation Solms-Braunfelsischer Verwalter und Hofgutbesitzer. Der Verfasser wissenschaftlicher Werke zum Thema Landwirtschaft war verheiratet mit Anna Barbara Schmidt.
Leopard entstammte einer Familie von Pfarrern, Rentmeistern und Verwaltern großer Hofgüter, die seit dem 17. Jahrhundert in Melbach ansässig war. Darunter befanden sich Güter der Schenck zu Schweinsberg, von Solms-Braunfels und des Klosters Altenburg bei Wetzlar.
Zusammen mit dem Melbacher Bürgermeister und Landtagsabgeordneten Christoph Keil war er Mitglied des Landwirtschaftlichen Vereins für die Provinz Oberhessen. 
Insgesamt 25 wissenschaftliche Arbeiten und Gutachten sind von ihm überliefert. Von der Stadt Frankfurt erhielt er 1807 einen silbernen Pokal in Anerkennung seiner Verdienste. Um 1800 entwarf er eine Skizze zu einem Ortsplan von Melbach.

## Werke (in Auswahl)
- Die Wetterau in geographisch=statistischer und staatswirtschaftlicher Hinsicht, so wie über ihren Getreide=Handel; nebst Winken und Vorschlägen denselben zu erhöhen von G. C. Leopard. Vormahligen Fürstl. Solms=Braunfelsischen Rentmeister und gegenwärtigen Guthsbesizzer zu Mehlbach, in der Wetterau. Herausgegeben mit Anmerkungen und einer Vorrede, von Dr  A. F. W. Crome, Großherzogl. Hessischen geheimen Regierungs-Rath und Professor der Staats= und Cameralwissenschaften, auf der Universität zu Gießen. Gießen 1816.
- Über den Getreide=Handel in der Wetterau. Frankfurt und Leipzig.
- Gutachten über die Colonie Dillingen bei Homburg vor der Höhe vor ihrer Anlegung.